# Marny Kennedy
Marny Elizabeth Isabella Kennedy, née le 21 janvier 1994 à Melbourne, est une actrice et chanteuse australienne.

## Carrière
Marny Kennedy se fait connaître en reprenant le rôle de Veronica Di Angelo dans la saison trois de la série télévisée Grand Galop (The Saddle Club). En 2006, elle remporte le titre du meilleur espoir féminin aux L'Oréal Paris  Awards pour son interprétation de Taylor Fry, le rôle principal, dans la série télévisée Morte de honte ! (Mortified).

## Filmographie
Sauf indication contraire, les informations mentionnées dans cette section peuvent être confirmées par la base de données cinématographiques IMDb,  présente dans la section « Liens externes ».
- 2006 - 2007 : Morte de honte ! (Mortified) : Taylor Fry (principal)
- 2008 - 2009 : Grand Galop : Veronica Di Angelo (saison 3)
- 2009 : Rush : Amanda (saison 2, épisode 21)
- 2009 : Ink (court-métrage d'animation) : la jeune May (voix)
- 2010 - 2011 : A gURLs wURLd (en) : Ally Henson (principal)
- 2012 : Conspiracy 365 (en) : Winter Frey
- 2025 : Last Days de Justin Lin

## Discographie

### Singles
- Why
- It's My Life
- A Question Of Style (avec Aisha Dee)